# Leave No Trace
Leave No Trace és una pel·lícula dramàtica estatunidenca del 2018 dirigida per Debra Granik i escrita per Granik i Anne Rosellini, basada en el llibre My Abandonment de Peter Rock. La trama segueix un pare veterà amb trastorn per estrès posttraumàtic (Ben Foster) que viu al bosc amb la seva filla (Thomasin McKenzie). S'estrenà al Festival de Cinema de Sundance, i s'estrenà als cinemes per Bleecker Street als Estats Units el 29 de juny de 2018.